# 柳樹谷 (亞利桑那州)
柳樹谷（英語：Willow Valley）是位於美國亞利桑那州莫哈維縣的一個人口普查指定地區。根據2010年美國人口普查，該地人口為585人，而該地的面積約為12.88平方千米。

## 地理
柳樹谷的座標為34°55′06″N 114°36′39″W / 34.91833°N 114.61083°W，而該地最高點為海拔高度145米（即475英尺）。